# Люксембургско-турецкие отношения
Люксембургско-турецкие отношения — двусторонние дипломатические отношения между Люксембургом и Турцией.

## История
После обретения Люксембургом независимости от Нидерландов Турция признала Люксембург 31 мая 1867 года. Двусторонние отношения приобрели импульс с открытием посольства в Люксембурге в 1987 году. 29 ноября 2011 года Люксембург открыл своё посольство в Анкаре.
Отношения обострились в конце 1990-х годов после заседания Государственного совета Люксембурга 1997 года, на котором федеральный канцлер Германии Гельмут Коль определил Европейский союз как требующий «цивилизации», которой не хватало стране с мусульманским большинством, как Турция. Ещё больше народ Турции шокировала дискуссия, в которой министр иностранных дел Греции Теодорос Пангалос безоговорочно описал турок как «бандитов, убийц и насильников».

## Визиты
В ноябре 2004 года премьер-министр Турции Реджеп Тайип Эрдоган нанёс визит Люксембургу.
18—22 ноября 2013 года великий герцог Люксембурга Анри посетил с государственным визитом Турцию по приглашению её президента Абдуллаха Гюля. Этот визит является первым визитом главы государства Люксембурга в Турцию с момента установления дипломатических отношений между двумя странами.
10—11 мая 2011 года, 18—22 ноября 2013 года, 21—23 февраля 2013 года и 17—18 сентября 2015 года заместитель премьер-министра и министр иностранных дел Люксембурга Жан Ассельборн нанёс визит Турции.
21—24 марта 2011 года наследный великий герцог Гийом и бывший министр экономики и внешней торговли Жанно Креке посетили Турцию вместе с торговой делегацией.
8—9 сентября 2011 года премьер-министр Люксембурга Жан-Клод Юнкер посетил Турцию.
4—5 сентября 2015 года министр иностранных дел Турции Феридун Синирлиоглу посетил Люксембург, чтобы принять участие в неформальной встрече министров иностранных дел (Гимних) и провести двустороннюю встречу с министром иностранных дел Люксембурга Жаном Ассельборном.
14—15 января 2019 года министр иностранных дел Люксембурга Жан Ассельборн посетил Турцию.

## Экономические отношения
В 2015 году объём двусторонней торговли достиг 261 миллиона долларов (турецкий экспорт/импорт: 37/224 млн $). Объём торговли между двумя странами в 2017 году составил 160 млн $ (турецкий экспорт / импорт: 36/124 млн $).
Среди основных экспортных товаров из Турции в Люксембург — пластмассовые и резиновые изделия, текстильные изделия, металлические изделия, машины и оборудование. Среди основных импортных товаров из Люксембурга в Турцию — металлы и металлические изделия, машины и оборудование, химические продукты, пластмассы, резина и текстильные изделия.
В период с 2002 по 2015 год прямые иностранные инвестиции через Люксембург достигли 8,7 млрд $. За тот же период прямые иностранные инвестиции из Турции в Люксембург достигли 1,1 млрд $.
Объединённый экономический и торговый комитет (JETCO), созданный между двумя странами, 21 ноября 2013 года провёл своё первое заседание в Стамбуле во время государственного визита великого герцога Анри в Турцию, а второе заседание — 27 ноября 2014 года в Люксембурге.
Два раза в день между странами проходят прямые рейсы Turkish Airlines из Стамбула в Люксембург. В 2015 году Турцию посетили 12 764 туриста из Люксембурга.